# رادوشوو
رادوشوو (به چکی: Radošov) یک منطقهٔ مسکونی در جمهوری چک است که در منطقه تربیچ واقع شده‌است. رادوشوو ۶٫۳۹ کیلومتر مربع مساحت و ۱۷۳ نفر جمعیت دارد و ۵۸۱ متر بالاتر از سطح دریا واقع شده‌است.